# Ásta Kristjana Sveinsdóttir
Ásta Kristjana Sveinsdóttir (ur. 5 października 1969 w Reykjaviku) – islandzka filozof, profesor filozofii na San Francisco State University. Czwarta kobieta z Islandii, która otrzymała doktorat z filozofii i pierwsza, która otrzymała doktorat z metafizyki.
Ásta ma tytuł licencjata z matematyki i filozofii Brandeis University (1992), AM z filozofii na Uniwersytecie Harvarda (1997) oraz doktorat z filozofii w Massachusetts Institute of Technology (2004). Na przełomie 2004 i 2005 roku była wykładowcą w Vassar College w Nowym Jorku, a od jesieni 2005 wykłada na Uniwersytecie Stanowym w San Francisco.
Ásta zajmuje się przede wszystkim metafizyką oraz filozofią języka i epistemologią, etyką i estetyką. Jest autorką artykułów dotyczących feministycznej metafizyki, takich jak The Metaphysics of Sex and Gender.
Pierwsza książka Ásty ukazała się w 2018, Categories We Live By, wydanej przez Oxford University Press.